# دوبشیتسه (ناحیه زنویمو)
دوبشیتسه (به چکی: Dobšice) یک منطقهٔ مسکونی در جمهوری چک است که در ناحیه زنویمو واقع شده‌است. دوبشیتسه ۴٫۷۳ کیلومتر مربع مساحت و ۲٬۴۳۹ نفر جمعیت دارد و ۲۱۴ متر بالاتر از سطح دریا واقع شده‌است.